# Salus Populi Romani

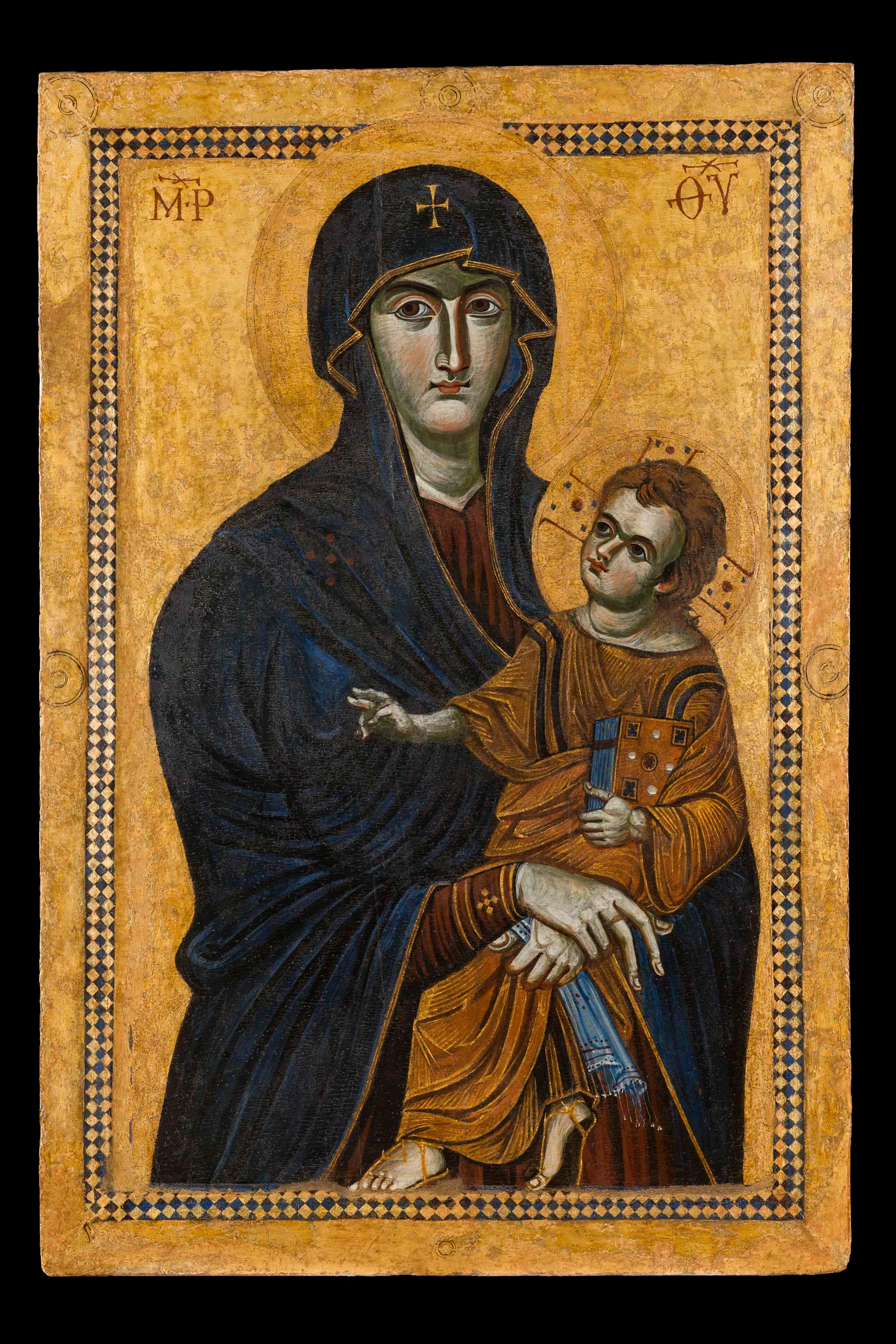
De beeltenis, na de restauratie.

Onze-Lieve Vrouw van Salus Populi Romani is een Maria-icoon, dat zich in de Paulus V-kapel van de Santa Maria Maggiore  te Rome bevindt.
Het beeld is pauselijk gekroond, en kent een bijzonder devotie door de Romeinen. 
De afbeelding stamt uit de hoge middeleeuwen, hoewel volgens een legende het geschilderd zou zijn door de Evangelist Lucas. Paulus V, liet de kapel verfraaien uit devotie voor het beeld.
Beweerd werd dat deze icoon zou vervaardigd zijn in de 5e of in de 8e eeuw, of dat hij zelfs reeds in de 1e eeuw zou geschilderd zijn door de evangelist Lucas. Kunsthistorici dateren hem echter tussen de 9e en de 12e eeuw. Hij wordt vereerd als bijzondere beschermer van de Romeinse bevolking, vandaar zijn benaming "Salus Populi Romani", d.w.z. "Heil van het Romeinse volk". In vroegere eeuwen werd de icoon in processie rondgedragen door de stad in tijden van pest, oorlog of natuurrampen. Tot deze icoon bad de paus o.a. in 1571 voor de overwinning in de slag bij Lepanto, en in 1837 voor het einde van de cholera-epidemie. 

## Paus Franciscus
Paus Franciscus vereerde deze beeltenis bij elke reis en de ochtend na zijn verkiezing, na diens dood op 21 april 2025 werd hij in de Basiliek begraven, naast haar kapel. Op 15 maart 2020 is Paus Franciscus tot deze icoon gaan bidden voor het einde van de coronapandemie.